# August Biswamitre
Augustinus Alphonsus Maria (August) Biswamitre (20 februari 1926 – Soest, 22 oktober 2017) was een Surinaams politicus en vakbondsbestuurder.

## Biografie
Zijn vader was de praktizijn en politicus Clemens Ramkisoen Biswamitre. August Biswamitre studeerde aan de Universiteit van Amsterdam sociale en politieke wetenschappen, waarbij hij zich vooral richtte op sociale psychologie en orthopedagogie. Na te zijn afgestudeerd keerde hij terug naar Suriname, waar hij zijn carrière begon bij het ministerie van Justitie en Politie, waar hij een leidinggevende positie kreeg. Daarnaast was hij betrokken in het vakbondswezen. Begin 1969 liepen de spanningen tussen ambtenaren en de overheid steeds verder op. In januari werd de Federatie van Hogere en Middelbare ambtenaren opgericht met Biswamitre als voorzitter. Als gevolg van ambtenarenstakingen in februari viel in het kabinet-Pengel II, waarna het zakenkabinet-May volgde met Biswamitre als minister van Arbeid en Sociale Zaken. Na de verkiezingen eind 1969 kwam hij namens de Progressieve Nationale Partij (PNP) terug als minister van Arbeid en Vakbondswezen. Zijn ministerie werd formeel ingesteld op 27 januari 1970 middels een publicatie in het Gouvernementsblad. Later dat jaar trad hij al af na een conflict over toewijzing van volkswoningen aan partijleden.
Hierna ging Biswamitre werken bij de subfaculteit der Pedagogische en Andragogische Wetenschappen van de Rijksuniversiteit Leiden. In 2009 kwam van hem een boek uit over de Vereniging van Hogere Ambtenaren (VHA) in de periode van 1955 tot 1970 (zie bibliografie) waarin hij onder meer ingaat op de rol die de VHA heeft gespeeld in de stakingen begin 1969.